# I Never (Jessica Simpson)
«I Never» —en español: «Nunca» — es una canción interpretada por la cantante estadounidense Jessica Simpson, perteneciente al segundo álbum de estudio Irresistible. La canción fue escrita por Fred Jerkins III, LaShawn Daniels y Rodney Jerkins. Líricamente, se describe como una canción lasciva, donde Simpson tiene una gran desilusión hacia su pareja actual.
La canción es un tema pop, con elementos de R&B. "I Never", producido por Jerkins, infunde guitarras españolas, y tiene un tinte "urbano". La canción retrata el tema de la autoestima.
La canción es un empoderamiento de la mujer y recibió críticas generalmente favorables de los críticos. Sin embargo comercialmente no logró el éxito como sencillo promocional. La canción fue promocionada por Jessica en varias presentaciones en  programas de televisión de los Estados Unidos a finales de 2001.

## Composición
«I Never» fue escrita por Fred Jerkins III, LaShawn Daniels y Rodney Jerkins. Fue producida por el estadounidense Rodney Jerkins. La canción es una canción de R&B con influencias del pop de baile, infunde guitarras españolas, y tiene un tinte "urbano". En la canción, ella canta: "I never wanted to feel like this, I never thought you'd make mistakes like this, It never was that you, And now it's time you knew, I never ever, again will, I trust you, I never wanted to be like this, I never thought you'd make mistakes like this, It never was that you And now it's time you knew, I never ever again will I trust you".

## Canciones
- Digital download

1. «I Never» - 4:34

## Créditos
Recording locations
- Recording & Vocal recording – Sony Scoring Stage (Culver City, California).

Personnel